# ГЕС Alto Anchicaya
ГЕС Alto Anchicaya — гідроелектростанція у південно-західній частині Колумбії. Знаходячись перед ГЕС Bajo Anchicaya, становить верхній ступінь в каскаді на річці Anchicayá, яка стікає із розташованого на захід від Калі гірського району Farallones de Cali та впадає в затоку Буенавентура (Тихий океан).
В межах проекту річку перекрили кам’яно-накидною греблею із бетонним облицюванням висотою 140 метрів та довжиною 300 метрів. Вона утримує витягнуте по долині річки на 5,4 км водосховище з площею поверхні 1,7 км2 та об’ємом 45 млн м3 (корисний об’єм 30 млн м3).
Зі сховища через лівобережний гірський масив проклали дериваційний тунель довжиною 8,3 км з діаметром 4,5 метра. До тунелю також подається додатковий ресурс, захоплений за допомогою невеликої греблі на потоці Муррапал.
Споруджений у підземному виконанні машинний зал має розміри 75х20 метрів при висоті 20 метрів, а доступ персоналу до нього здійснюється через тунель довжиною 0,23 км. Крім того, існує окреме підземне приміщення для трансформаторного обладнання.
Основне обладнання станції становлять три турбіни типу Френсіс – дві потужністю по 120 МВт та одна з показником 115 МВт, які при напорі у 440 метрів повинні забезпечувати виробництво 1590 млн кВт-год електроенергії на рік.